# Jornal Hoje
Le Jornal Hoje est le journal télévisé de milieu de journée du réseau de télévision brésilien Rede Globo. Il est présenté par Maju Coutinho. 
Il a été lancé le 21 avril 1971 et est à l'origine animé par Léo Batista et Luiz Jatobá.